# Den dobbelte mand
Den dobbelte mand er en dansk film fra 1976. Det er en Kain og Abel-historie om to brødre, der lever på hver sin side af loven. Da ham på den forkerte side af loven dør ved en ulykke gribes den anden af skyldfølelse, og han opsøger sin brors kriminelle miljøer og rodes ind i flere ting.
- Manuskript Franz Ernst og Kirsten Thorup.
- Instruktion Franz Ernst.

## Medvirkende
Blandt de medvirkende kan nævnes:
- Erik Wedersøe
- Peter Belli
- Poul Reichhardt
- Chili Turèll
- Lane Lind
- Claus Nissen
- Morten Grunwald
- Martin Miehe-Renard
- Susanne Heinrich
- Preben Harris
- Willy Rathnov
- Masja Dessau
- Søren Rode
- Ole Møllegaard
- Ib Mossin
- Kjeld Nørgaard
- Erik Kühnau
- Olaf Nielsen